# 長久手市中央図書館

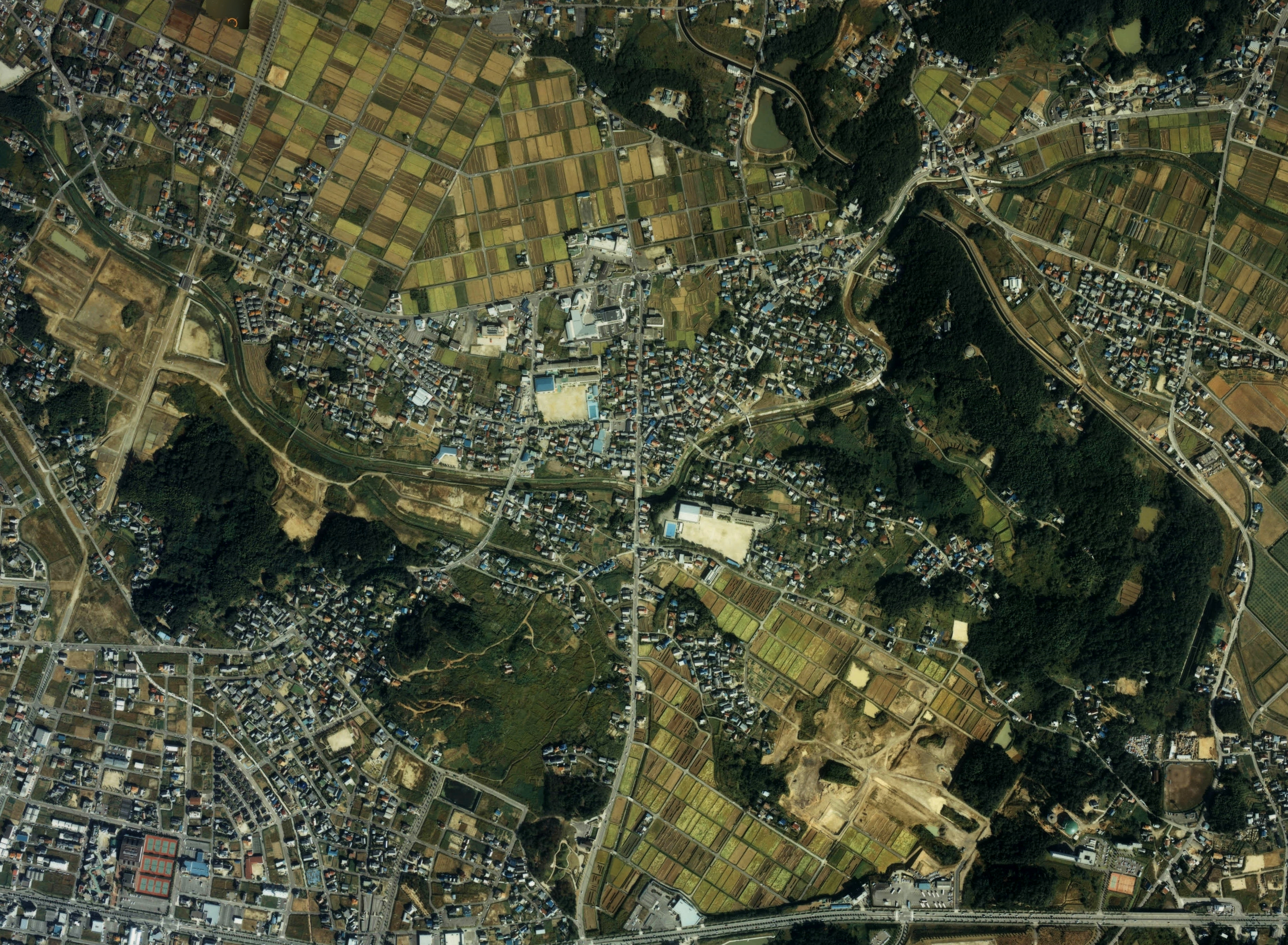
1987年の長久手町中央部。図書館は左側中央の高台に建設された。

長久手市中央図書館（ながくてしちゅうおうとしょかん）は、愛知県長久手市の公共図書館である。

## 概要
1992年6月2日に長久手町中央図書館（ながくてちょうちゅうおうとしょかん）として開館した。2012年1月4日には愛知郡長久手町が市制施行して長久手市となったため、長久手市中央図書館に改称した。2016年度の図書館費は130,676,242円、資料購入費は14,698,854円だった。2016年度末の蔵書数は232,457点、2016年度の来館者数は338,342人、2016年度の貸出数は476,140点だった。

## 歴史

### 図書館開館前
愛知郡長久手町は名古屋市の東側に隣接する名古屋東部の丘陵地帯にある自治体であり、1992年（平成4年）時点の人口は約3万人、1992年度の当初予算は約81億円という規模だった。図書館の開館前には「あいち学術研究開発ゾーン」や「名古屋東部丘陵地区新交通システム」などの大型プロジェクトが進行し、また2005年（平成17年）に開催されることが決定していた愛知万博（愛・地球博）の候補地となるなど、目まぐるしい環境の変化があった。
図書館の開館前には長久手町体育館の一室を借りて図書の貸出をしていた一般市民（司書資格保有者）がおり、この図書室の蔵書数は約2万冊だった。テニスやバレーボールなどの運動をした後に本を借りる利用者がよく訪れていたほか、絵本や紙芝居などの児童書も人気があった。
長久手町教育委員会は図書館よりも文化会館の建設を主張していたが、21世紀を見据えた長久手町総合計画を策定するにあたっては図書館の建設に前向きな声が多く、1989年（平成元年）11月には長久手町長が長久手町幹部会に対して図書館の建設を支持した。こうして、町制施行20周年記念事業のひとつとして図書館が建設されることとなった。
既存の町有地のなかで、町西部の高台にある長湫地区の檜ヶ根公園を建設候補地とした。1990年（平成2年）1月に長久手町図書館（仮称）設立構想委員会を発足させると、設計コンペを行ってから基本設計をまとめた上で、同年3月には町長に対して答申を行っている。同年4月には長久手町図書館（仮称）設立委員会を発足させ、町制20周年の年である1991年（平成3年）10月の開館をめざした。1991年2月6日に着工し、1992年（平成4年）3月19日に竣工した。16億865万8000円の建設費が投じられている。1992年6月1日に竣工式を行い、6月2日に長久手町中央図書館が開館した。結果的には目標から半年遅れることとなった。

### 図書館開館後
長久手町体育館に併設されていた図書室時代の蔵書は20,650冊だった。1990年度には10,600冊を購入し、1991年度には13,750冊を購入しており、図書室時代から蔵書数を約2倍に増やして図書館の開館を迎えている。開館時の蔵書数は約45,000冊であり、うち郷土資料は3,700冊、児童書は16,000冊だった。開館記念講座として児童文学者の堀尾幸平（愛知淑徳大学）が「愛知文学散歩」を、古典文学者の山田正（名古屋自由学院短期大学）が「万葉集」を行っている。1階の一角には「善意コーナー」と呼ばれる寄贈本の棚があり、このコーナーの図書を読みたい場合はカウンターを通さずに借り、読み終わったら元の場所に戻すというシステムを取っている。1994年（平成6年）6月からは雑誌の貸出を開始した。
2002年（平成14年）10月には公式ウェブサイトを開設し、2003年（平成15年）4月にはインターネット上での予約サービスを開始した。2005年（平成17年）7月には広域貸出を開始し、瀬戸市、尾張旭市、日進市、豊田市、名古屋市名東区、守山区の住民も貸出が可能となった。2007年（平成19年）2月には長久手町内にある愛知医科大学図書館が周辺地域の公共図書館と共同で行う連携推進事業（通称「めりーらいん」）に参加している。愛知医科大学図書館はパスファインダーに因んでメディカルパスと名付けた小冊子を作成し、病気に関する資料やウェブサイトを紹介しているほか、市立図書館からの相談にも応じている。長久手町中央図書館のほかには瀬戸市立図書館、尾張旭市立図書館、日進市立図書館がこの連携推進事業に参加している。
2009年（平成21年）4月にはフランス哲学者の本多英太郎が館長に就任。本多は長久手町に本部を置く愛知県立大学の名誉教授であり、学生部長や外国語学部長などを歴任した。それまでの館長にはいずれも長久手町職員が就任しており、本多は初の外部登用者である。同年10月からは文庫本1,500冊を集中的に購入し、2010年（平成22年）4月29日には800冊の文庫本コーナー（閉架も合わせると文庫本は計2,300冊）を新設した。
2012年（平成24年）1月4日には長久手町が市制施行して長久手市となり、長久手町中央図書館は長久手市中央図書館に改称した。同年4月には公衆無線LAN（Wi-Fi）サービスを開始した。2013年度（平成25年度）には雑誌スポンサー制度を開始し、同年6月にはブックスタート事業を開始した。2015年（平成27年）5月には図書館内に喫茶店「楽歩カフェ」が開館した。この喫茶店は2009年に設立されたNPO法人楽歩が運営する障害者就労支援施設である。

## 建物

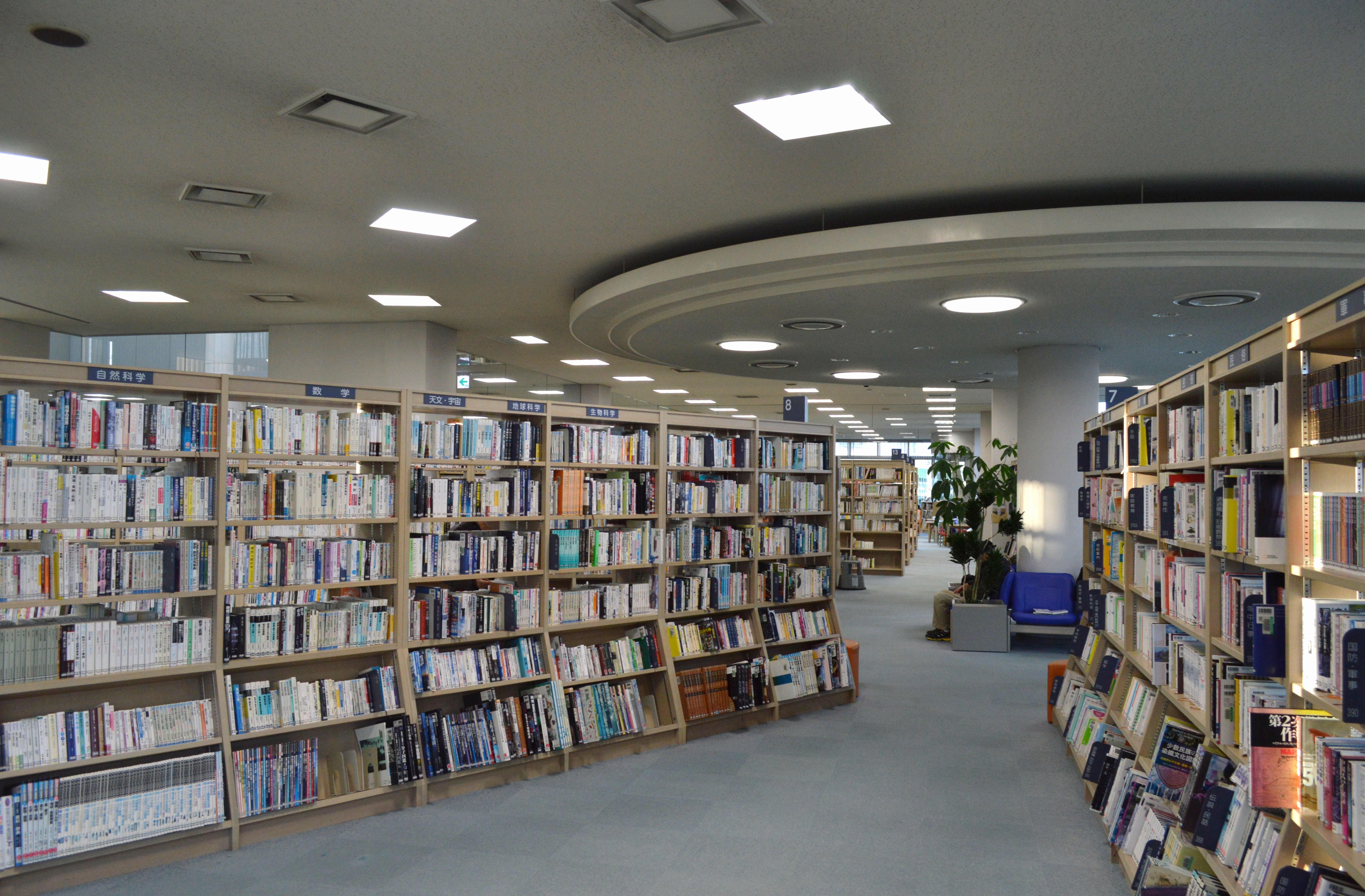
一般開架スペースの円形部分

建物の設計を手掛けたのは名古屋市の丹羽英二建築事務所である。丹羽英二建築事務所は本図書館以前に名古屋市鶴舞中央図書館（1984年）などを手掛けたことがあり、後には刈谷市富士松図書館（2000年）なども手掛けている。建物の平面は円形と正方形の組み合わせであり、建物の中央部には塔が配置されている。敷地面積は2485 m2、延床面積は4201 m2であり、地上2階・地下1階建の鉄筋コンクリート構造である。1992年（平成4年）の開館時点では移動図書館サービスを行っていないが、将来的な運行を想定して車庫が設けられている。
1階の入口付近は吹き抜けとなっており、1階中央部にはカウンターが、入口から見て右手には一般開架スペースと児童開架スペースがある。2階には特別資料閲覧室（地域資料室）、ギャラリースペース、160人収容のAVルーム、多目的ルームがある。内装は青色と灰色で統一されており、明るい雰囲気となるよう窓が大きく取られている。

## 画像集

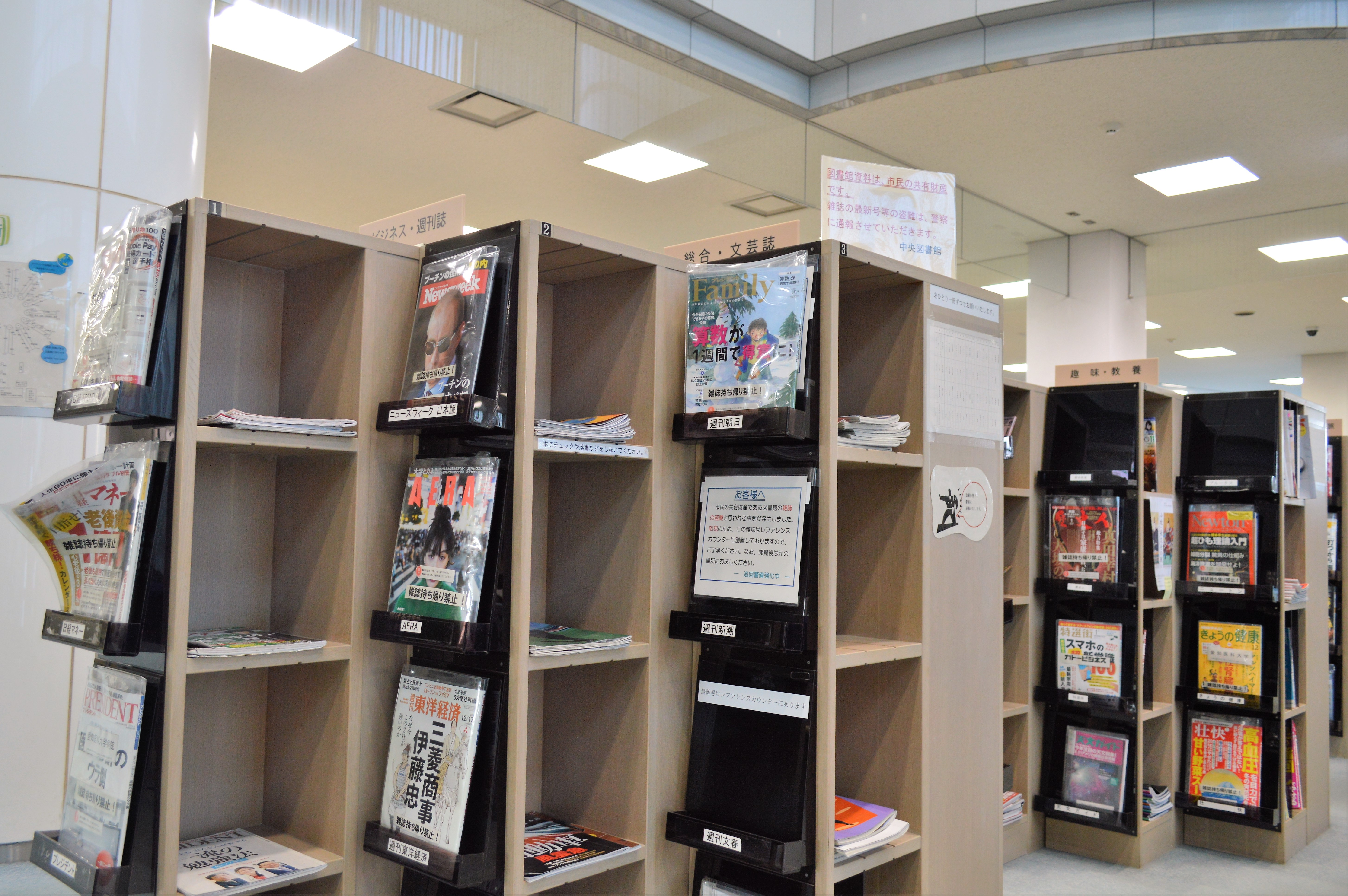
雑誌コーナー
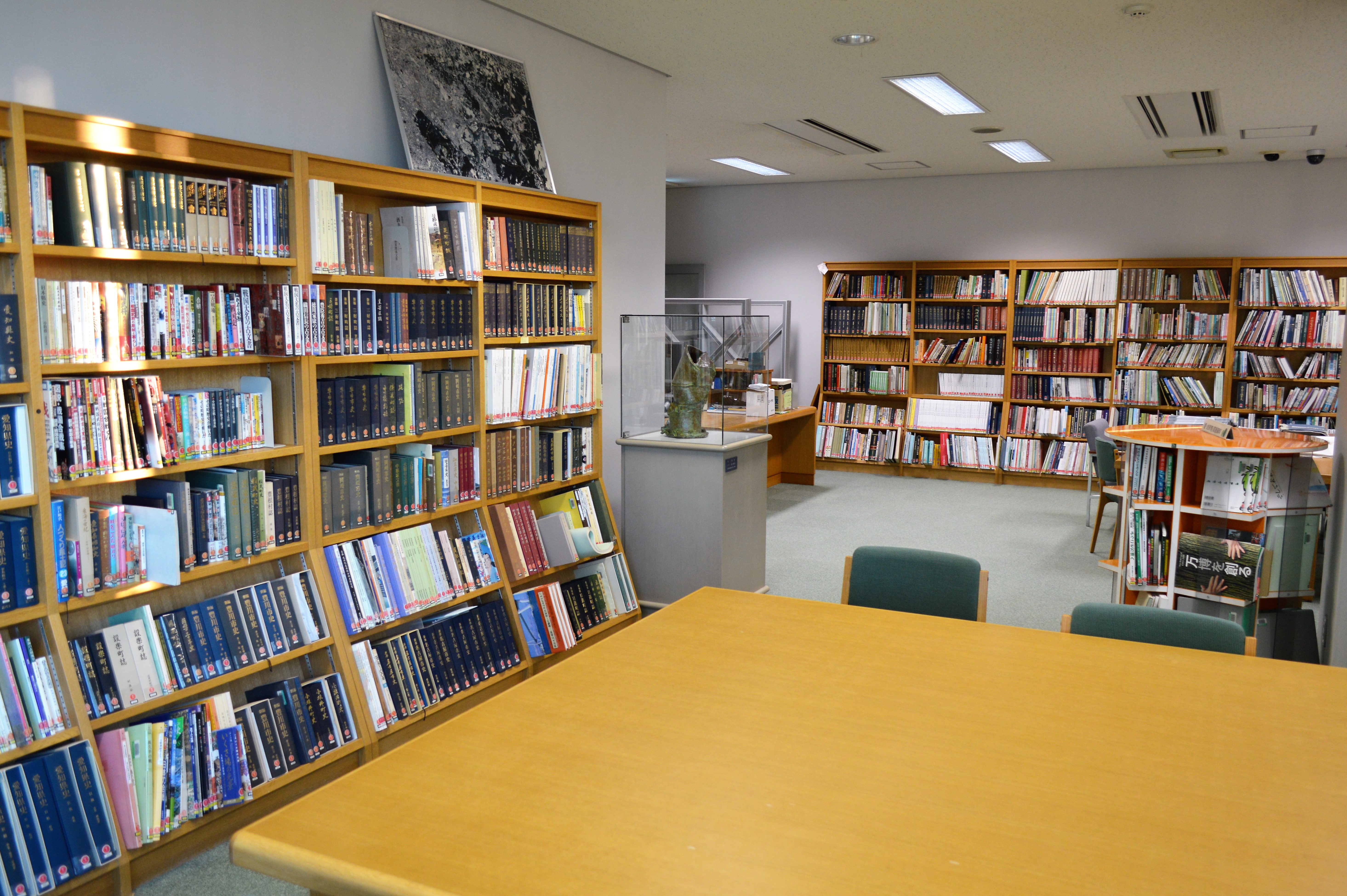
郷土資料室
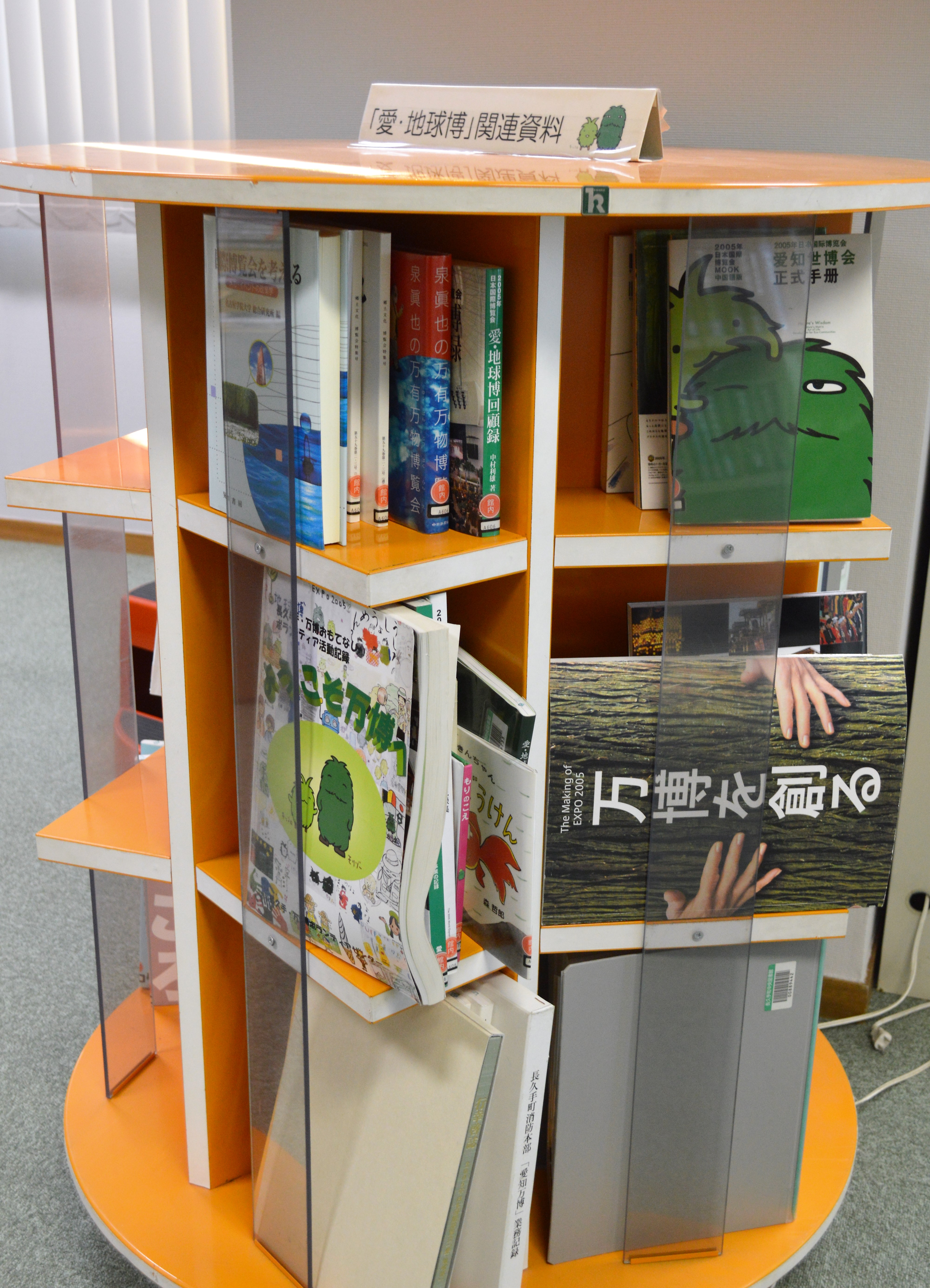
愛知万博（愛・地球博）関連資料
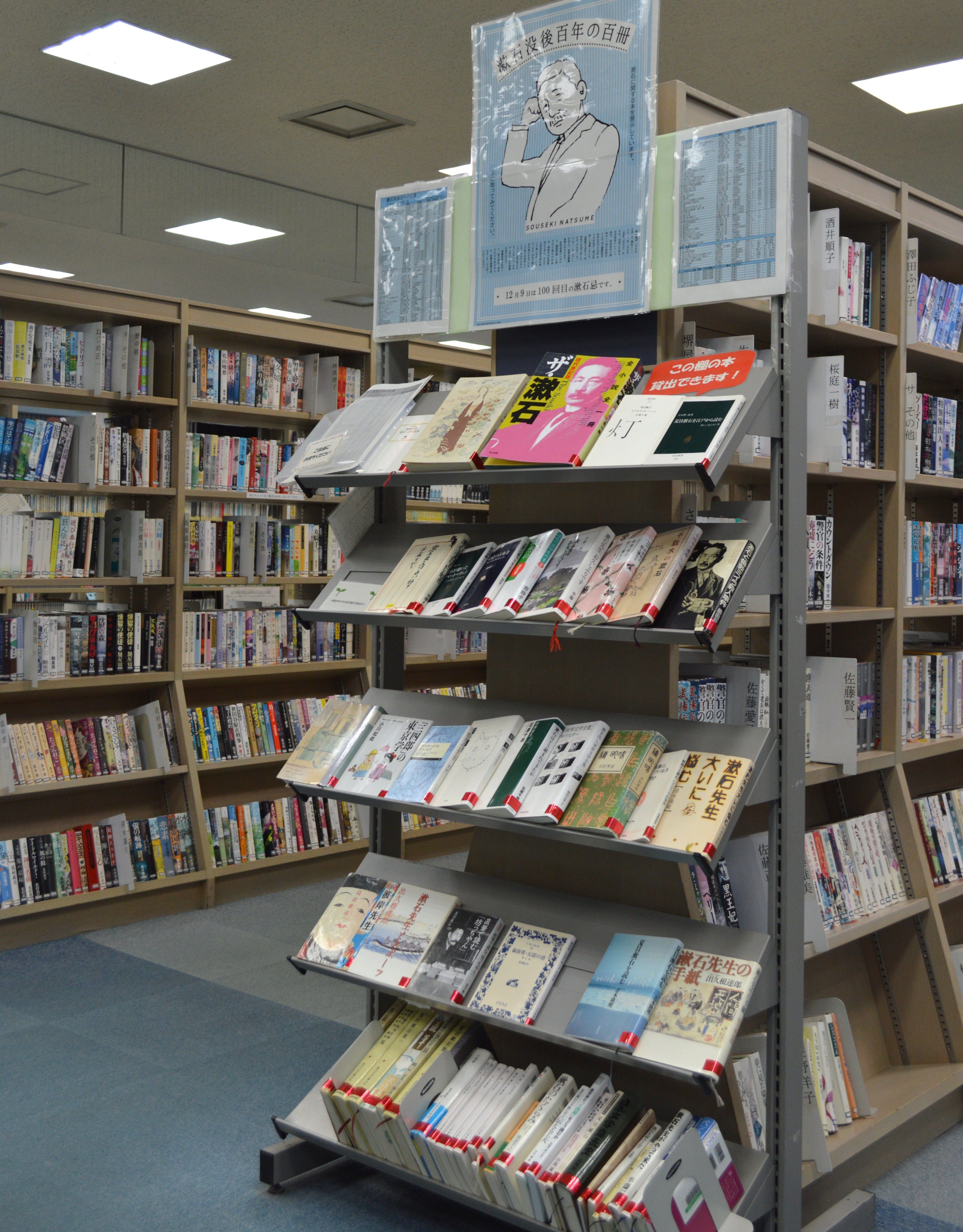
夏目漱石没後100年の特集展示

## 利用案内
1992年（平成4年）の開館時の開館時間は「9時-17時」であり、休館日は月曜日・第2火曜日・祝日・年末年始・特別整理期間だった。開館時には雑誌40誌と新聞6紙を購入していた。開館時の蔵書数は図書が約46,000冊（うち児童書は約16,000冊、地域資料は約3,800冊）、AV資料が約4,700点である。収蔵能力は開架が8万冊、閉架が12万冊、合計で20万冊である。
開館時の貸出冊数は図書が3冊まで、AV資料が2点までであり、貸出期間は図書が15日間、AV資料が8日間であった。また館外貸出可能者は長久手町在住・在勤・在学者のみであり、貸出冊数は3冊まで、貸出期間は15日間だったが、上記の通り2005年7月より貸出可能資格を拡大した。2019年11月からはAV資料（CD・DVD・カセットテープ）の貸出期間が14日間となった。
2000年度時点の東尾張地域の公立図書館で17時以降に利用できる図書館は、尾張旭市立図書館（19時まで）と瀬戸市立図書館（18時まで）のみだった。長久手町中央図書館の開館時間は「9時-17時」だったが、会社勤めの利用者などから開館時間の延長の要望があり、2000年（平成12年）9月には開館時間を試験的に「9時-18時」とした。10月は本来の開館時間に戻し、金曜日のみ試験的に「9時-19時」とした。2001年（平成13年）5月には正式に平日の開館時間を「9時-19時」に延長し、祝日も開館することとした。

### 開館時間
- 火曜日 - 金曜日 : 9時 - 19時（2階は9時 - 17時）
- 土日・祝日 : 9時 - 17時

### 休館日
- 毎週月曜日、館内整理日（毎月第4火曜日）、年末年始、特別整理期間

### 利用者登録
- 長久手市在住・在勤・在学・在園者
- 名古屋市名東区・守山区、瀬戸市、尾張旭市、日進市、豊田市在住者

## アクセス
1992年（平成4年）の開館時の最寄駅は名古屋市営地下鉄東山線 藤が丘駅であり、藤が丘駅から名鉄バスに乗って「西長久手」バス停で下車した後に10分歩く必要があった。愛知万博（愛・地球博）が開催された2005年には、藤が丘駅から長久手町内を横断する形で愛知高速交通東部丘陵線（リニモ）が開通し、東部丘陵線はなみずき通駅が図書館の最寄駅となった。

### 鉄道
- 愛知高速交通東部丘陵線（リニモ） はなみずき通駅 下車、北へ徒歩で約8分。

### バス
- N-バス 中央線「中央図書館」停留所下車スグ、または、中央線・西部線・藤が丘線「文化の家」停留場下車、南へ徒歩で約3分。
- 名鉄バス「長久手郵便局」停留所下車、北へ徒歩で約8分。

### 駐車場
図書館駐車場は、建物同敷地内に3か所と、やや離れた場所に3か所が点在する。図書館駐車場が満車の場合は、図書館通りを挟んだ向かいにある長久手市文化の家駐車場を利用する様に案内している。自転車・バイク駐輪場は建物南の向かい側に存在する。

### 注記
1. ↑  うち1か所は身体障がい者用。なお、地下駐車場にはいわゆる「3ナンバー車」は駐車できない。